# 坦博夫斯卡亞峰
71°41′S 12°20′E / 71.683°S 12.333°E
坦博夫斯卡亞峰（英語：Tambovskaya Peak）是南極洲的山峰，位於東部南極洲的毛德皇后地，屬於沃爾塔特山脈中西彼得曼山脈的一部分，由德國探險隊發現。